# 大澤真菜
大澤 真菜（おおさわ まな、1986年9月13日 - ）は、埼玉県越谷市出身の競艇選手。 登録番号4414。身長151cm。血液型はO型。99期。東京支部所属。同期に水摩敦、茅原悠紀、大原由子らがいる。

## 来歴
- やまと競艇学校時代、リーグ戦勝率6.68（準優出5　優出7　第6戦優勝）の成績を残した。
- 2006年11月8日、戸田競艇場でデビュー（6着）。
- 2007年2月2日、蒲郡競艇場での「第3回蒲郡ウインターカップ」2日目2Rで初勝利（43走目）。